# Roxy Dekker
Roxy Dekker (Amsterdam, 12 januari 2005) is een Nederlandse singer-songwriter en tiktokker.

## Biografie
Roxy Dekker deed in 2019 mee aan het Junior Songfestival, waar ze deel uitmaakte van de groep 6TIMES. Met het nummer End of Time lukte het niet om de winst en daarmee het ticket naar het Junior Eurovisiesongfestival 2019 te bemachtigen. Sinds 2021 is Dekker als soloartiest actief. Ze zingt covers van liedjes op onder andere TikTok. Mede door dit platform weet ze al aardig wat streams te bereiken met haar singles Heimwee en Spijt.
In 2023 bedacht Dekker op TikTok een concept waarbij haar volgers vier woorden onder haar video's konden insturen. Toen een volger de woorden 'kleuren', 'zon', 'Ibiza' en 'spiegel' achterliet, besloot Dekker hiervan een nummer te maken. Uiteindelijk kwam hier het liedje Anne-Fleur vakantie uit voort. Het duurde niet lang voordat dit lied populair werd op het platform TikTok, waardoor het een hit werd: de single bereikte de 5e plaats in de Top 50 en wist de Tipparade te bereiken.
In november 2023 bracht Dekker de single Satisfyer uit. Deze single, waarvan de naam een knipoog is naar het gelijknamige seksspeeltje satisfyer, wist het succes van Anne-Fleur vakantie ruimschoots te evenaren. In de Nederlandse Top 40 wist het zelfs op de negende plek te komen. Op 21 december 2023 was Dekker te gast bij 3FM Serious Request.
Op 4 april 2024 bracht Dekker de single Sugardaddy uit. Deze single werd ruim een maand lang geteased op TikTok en ging daar al snel viraal. Op 12 april 2024 wist Sugardaddy in de Nederlandse Top 40 gelijk binnen te komen op de eerste plek. Roxy Dekker had daarmee haar eerste nummer 1-hit te pakken.  Op 7 juni bracht Dekker weer een nieuwe single uit in samenwerking met de Bankzitters: Huisfeestje. Op 12 juli bracht Dekker vervolgens opnieuw een single uit, deze keer met Ronnie Flex, getiteld Gaan we weg?. Op 27 juli 2024 stond deze nieuwe single ook op nummer 1: haar tweede nummer 1-hit in de Nederlandse Top 40. Haar volgende single is Industry Plant, waarin ze reageerde op haatreacties van "fans". Deze piekte eveneens op de eerste plaats van de Single Top 100. In 2025 volgde de single Ga dan!, die Dekker eveneens een tijdlang teasede voorafgaande aan het uitbrengen. Met het laatst genoemde nummer scoorde Dekker haar vijfde nummer 1-hit, achter elkaar, in de Single Top 100.
Op 7 maart 2025 bracht Dekker haar debuutalbum Mama I Made It uit. In de week na het uitbrengen stonden acht nummers van het album in de top tien van Nederland op Spotify.
Casual en Jouw idee verschenen als zevende en achtste single van het album. 
Dekker verzorgde de Nederlandse stem van Smurfin in de bioscoopfilm De Smurfen, die in de zomer van 2025 uit werd gebracht.

## Prijzen
Bij de Edisons 2024 op 4 maart 2024 werd de doorbraak van Dekker met haar eerste Edison beloond. Ze won de prijs in de categorie voor beste nieuwkomer. Op 21 maart 2024 werd ze uitgeroepen tot 3FM Talent tijdens de 3FM Awards. Op 18 januari 2025 won ze de Popprijs 2024. Dekker won bij de Edisons 2025 opnieuw een Edison, ditmaal in de categorie "Pop". Op 14 maart 2025 won ze de Top 40 Award Beste Nederlandse Artiest 2024.

## Privé
Dekker haar vader is een succesvolle zakenman en voormalig CEO van het internationaal reclamebureau Ogilvy. Op 23 mei 2024 bevestigden Dekker en Koen van Heest (van Bankzitters) dat ze een relatie met elkaar hebben.

## Discografie

### Album
| Album          | Verschijnen  | Label        | Hitlijsten | Hitlijsten | Hitlijsten | Hitlijsten | Opmerkingen |
| Album          | Verschijnen  | Label        | BE (VL)    | BE (VL)    | NL         | NL         | Opmerkingen |
| Album          | Verschijnen  | Label        | Piek       | Weken      | Piek       | Weken      | Opmerkingen |
| -------------- | ------------ | ------------ | ---------- | ---------- | ---------- | ---------- | ----------- |
| Mama I Made It | 7 maart 2025 | Warner Music | 1 (2wk)    | 23*        | 1 (12wk)   | 23*        | Studioalbum |

### Nummers met noteringen in een hitlijst
| Lied                                  | Verschijnen       | Album          | Hitlijsten | Hitlijsten | Hitlijsten  | Hitlijsten  | Hitlijsten   | Hitlijsten   | Opmerkingen                 |
| Lied                                  | Verschijnen       | Album          | BE (VL)    | BE (VL)    | NL (Top 40) | NL (Top 40) | NL (Top 100) | NL (Top 100) | Opmerkingen                 |
| Lied                                  | Verschijnen       | Album          | Piek       | Weken      | Piek        | Weken       | Piek         | Weken        | Opmerkingen                 |
| ------------------------------------- | ----------------- | -------------- | ---------- | ---------- | ----------- | ----------- | ------------ | ------------ | --------------------------- |
| Begin met jou                         | 11 maart 2021     | —              | —          | —          | —           | —           | —            | —            |                             |
| Spijt                                 | 25 maart 2022     | —              | —          | —          | —           | —           | —            | —            |                             |
| Heimwee                               | 23 september 2022 | —              | —          | —          | —           | —           | —            | —            |                             |
| Anne-Fleur vakantie                   | 26 mei 2023       | Mama I Made It | —          | —          | tip8        | —           | 17           | 34           | Gouden status in Nederland  |
| Satisfyer                             | 10 november 2023  | Mama I Made It | —          | —          | 9           | 15          | 4            | 65           | Platina status in Nederland |
| Sugardaddy                            | 4 april 2024      | Mama I Made It | 8          | 33         | 1 (5wk)     | 18          | 1 (7wk)      | 49           | Platina status in Nederland |
| Huisfeestje (met Bankzitters)         | 7 juni 2024       | —              | 38         | 4          | 2           | 10          | 1 (4wk)      | 36           |                             |
| Gaan we weg? (met Ronnie Flex)        | 12 juli 2024      | Mama I Made It | 37         | 10         | 1 (2wk)     | 13          | 1 (3wk)      | 41           | Gouden status in Nederland  |
| Industry Plant                        | 20 september 2024 | Mama I Made It | —          | —          | 17          | 6           | 1 (1wk)      | 13           |                             |
| Ga dan!                               | 17 januari 2025   | Mama I Made It | 38         | 4          | 2           | 13          | 1 (3wk)      | 30*          |                             |
| Casual                                | 14 maart 2025     | Mama I Made It | —          | —          | 9           | 9           | 2            | 15           |                             |
| Jouw idee                             | 14 maart 2025     | Mama I Made It | 31         | 5          | 21          | 6           | 2            | 21           |                             |
| Hoe het is (met Idaly en Ronnie Flex) | 17 juli 2025      | —              | —          | —          | 4           | 4*          | 2            | 4*           |                             |

### NPO Radio 2 Top 2000
Van Roxy Dekker stond alleen Sugardaddy in 2024 in de NPO Radio 2 Top 2000, op plek 1118.